# Handball-Asienmeisterschaft der Männer
Die Handball-Asienmeisterschaft der Männer ist ein Wettbewerb im Hallenhandball in Asien, der seit 1977 in regelmäßigen Abständen, seit 2000 jeweils in geraden Jahren, ausgetragen wird. Im Turnier wird unter den in der Asian Handball Federation organisierten Männer-Nationalmannschaften der Asienmeister ermittelt.

## Teilnahmeberechtigte Verbände
Die in der Asian Handball Federation (AHF) organisierten nationalen Handballverbände können sich für eine Asienmeisterschaft qualifizieren. Im Gründungsjahr 1974 hatte die AHF 14 Mitglieder, im Jahr 2021 sind es 40.
Die Anzahl der am Wettbewerb teilnehmenden Nationen schwankte in der Geschichte des Wettbewerbs zwischen fünf und 17 (2022). Teilweise war das wirtschaftlichen und politischen Entscheidungen geschuldet, zuletzt auch der Situation während der COVID-19-Pandemie.

## Qualifikationswettbewerb
Die Asienmeisterschaft dient auch der Ermittlung der asiatischen Vertreter bei der Weltmeisterschaft bzw. den Olympischen Spielen.
Bei der ersten Austragung, der Asienmeisterschaft 1977, ermittelten die neun Teilnehmer einen Starter für Asien bei der mit 16 Teams ausgespielten Weltmeisterschaft 1978. Bei der Asienmeisterschaft 2022 werden unter den teilnehmenden 17 Mannschaften fünf Startplätze für die mit 32 Teams ausgespielte Weltmeisterschaft 2023 ermittelt.

## Turniere im Überblick
Im Nachfolgenden eine Auflistung der Turniere.
Artikel zu den einzelnen Wettbewerben finden sich in der Spalte "Jahr" unter "Details".
| Nr. | Jahr         | Ort              | Land          | Teams | 1. Platz (Gold) | 2. Platz (Silber) | 3. Platz (Bronze) | restliche Teilnehmer in der Reihenfolge der Platzierung                                                                                                |
| --- | ------------ | ---------------- | ------------- | ----- | --------------- | ----------------- | ----------------- | --- |
| 01. | 1977         | Kuwait           | Kuwait        | 09    | Japan           | Südkorea          | VR China          | Kuwait, Irak, Bahrain, Palästina, Saudi-Arabien, Vereinigte Arabische Emirate                                                                          |
| 02. | 1979         | Nanjing          | China         | 05    | Japan           | VR China          | Kuwait            | Palästina, Indien |
| 03. | 1983         | Seoul            | Südkorea      | 08    | Südkorea        | Japan             | Kuwait            | Bahrain, Saudi-Arabien, Katar, Jordanien, Hongkong |
| 04. | 1987         | Amman            | Jordanien     | 11    | Südkorea        | Japan             | Kuwait            | VR China, Bahrain, Katar, Taiwan, Syrien, Jordanien, Palästina, Nepal                                                                                  |
| 05. | 1989         | Peking           | China         | 09    | Südkorea        | Japan             | Kuwait            | China, Saudi-Arabien, Katar, Taiwan, Iran, Hongkong |
| 06. | 1991         | Hiroshima        | Japan         | 12    | Südkorea        | Japan             | VR China          | Katar, Bahrain, Vereinigte Arabische Emirate, Taiwan, Kuwait, Nordkorea, Saudi-Arabien, Iran, Syrien                                                   |
| 07. | 1993         | Manama           | Bahrain       | 12    | Südkorea        | Kuwait            | Japan             | Saudi-Arabien, VR China, Bahrain, Katar, Vereinigte Arabische Emirate, Taiwan, Iran, Kasachstan, Indien                                                |
| 08. | 1995         | Kuwait           | Kuwait        | 09    | Kuwait          | Südkorea          | Bahrain           | Japan, VR China, Vereinigte Arabische Emirate, Taiwan, Kasachstan, Indien                                                                              |
| 09. | 2000         | Kumamoto         | Japan         | 05    | Südkorea        | VR China          | Japan             | Taiwan, Iran |
| 10. | 2002         | Isfahan          | Iran          | 07    | Kuwait          | Katar             | Saudi-Arabien     | Südkorea, Iran, Japan, Bahrain |
| 11. | 2004         | Doha             | Katar         | 09    | Kuwait          | Japan             | Katar             | Bahrain, Saudi-Arabien, Vereinigte Arabische Emirate, Iran, Jordanien, Oman                                                                            |
| 12. | 2006         | Bangkok          | Thailand      | 09    | Kuwait          | Südkorea          | Katar             | Iran, Japan, Bahrain, Jordanien, VR China, Thailand |
| 13. | 2008         | Isfahan          | Iran          | 10    | Südkorea        | Kuwait            | Saudi-Arabien     | Iran, Katar, Japan, VR China, Vereinigte Arabische Emirate, Libanon, Bahrain                                                                           |
| 14. | 2010         | Beirut           | Libanon       | 12    | Südkorea        | Bahrain           | Japan             | Saudi-Arabien, Katar, Syrien, Iran, Libanon, VR China, Irak, Vereinigte Arabische Emirate, Jordanien                                                   |
| 15. | 2012         | Dschidda         | Saudi-Arabien | 10    | Südkorea        | Katar             | Saudi-Arabien     | Japan, Iran, Bahrain, Vereinigte Arabische Emirate, Kuwait, Jordanien, Usbekistan                                                                      |
| 16. | 2014 Details | Manama           | Bahrain       | 12    | Katar           | Bahrain           | Iran              | Vereinigte Arabische Emirate, Südkorea, Saudi-Arabien, Kuwait, Oman, Japan, Irak, VR China, Usbekistan                                                 |
| 17. | 2016 Details | Manama           | Bahrain       | 11    | Katar           | Bahrain           | Japan             | Saudi-Arabien, Iran, Südkorea, Vereinigte Arabische Emirate, Oman, VR China, Libanon, Syrien                                                           |
| 18. | 2018 Details | Suwon            | Südkorea      | 14    | Katar           | Bahrain           | Südkorea          | Saudi-Arabien, Iran, Japan, Vereinigte Arabische Emirate, Oman, VR China, Usbekistan, Australien, Indien, Bangladesch, Neuseeland                      |
| 19. | 2020 Details | Kuwait           | Kuwait        | 13    | Katar           | Südkorea          | Japan             | Bahrain, Vereinigte Arabische Emirate, Iran, Saudi-Arabien, Kuwait, Irak, Hongkong, VR China, Australien, Neuseeland                                   |
| 20. | 2022 Details | Dammam           | Saudi-Arabien | 16    | Katar           | Bahrain           | Saudi-Arabien     | Iran, Südkorea, Irak, Kuwait, Usbekistan, Vereinigte Arabische Emirate, Oman, Hongkong, Jordanien, Vietnam, Singapur, Indien, Australien               |
| 21. | 2024 Details | Manama, Isa Town | Bahrain       | 16    | Katar           | Japan             | Bahrain           | Kuwait, Südkorea, Iran, Vereinigte Arabische Emirate, Irak, Saudi-Arabien, VR China, Chinesisch Taipeh, Oman, Hongkong, Kasachstan, Neuseeland, Indien |